# Apeadeiro de Avanca
O Apeadeiro de Avanca é uma gare ferroviária da Linha do Norte, que serve a localidade de Avanca, no Distrito de Aveiro, em Portugal.

## Descrição

### Localização e acessos
Este apeadeiro tem acesso pela Rua de Meias (lado poente) e pelo Beco dos Ferroviários (lado nascente), bem como pela Rua Professor Doutor Egas Moniz (ambos), na localidade de Avanca, de cujo centro (J.F.) dista pouco mais de um quilómetro.

### Infraestrutura

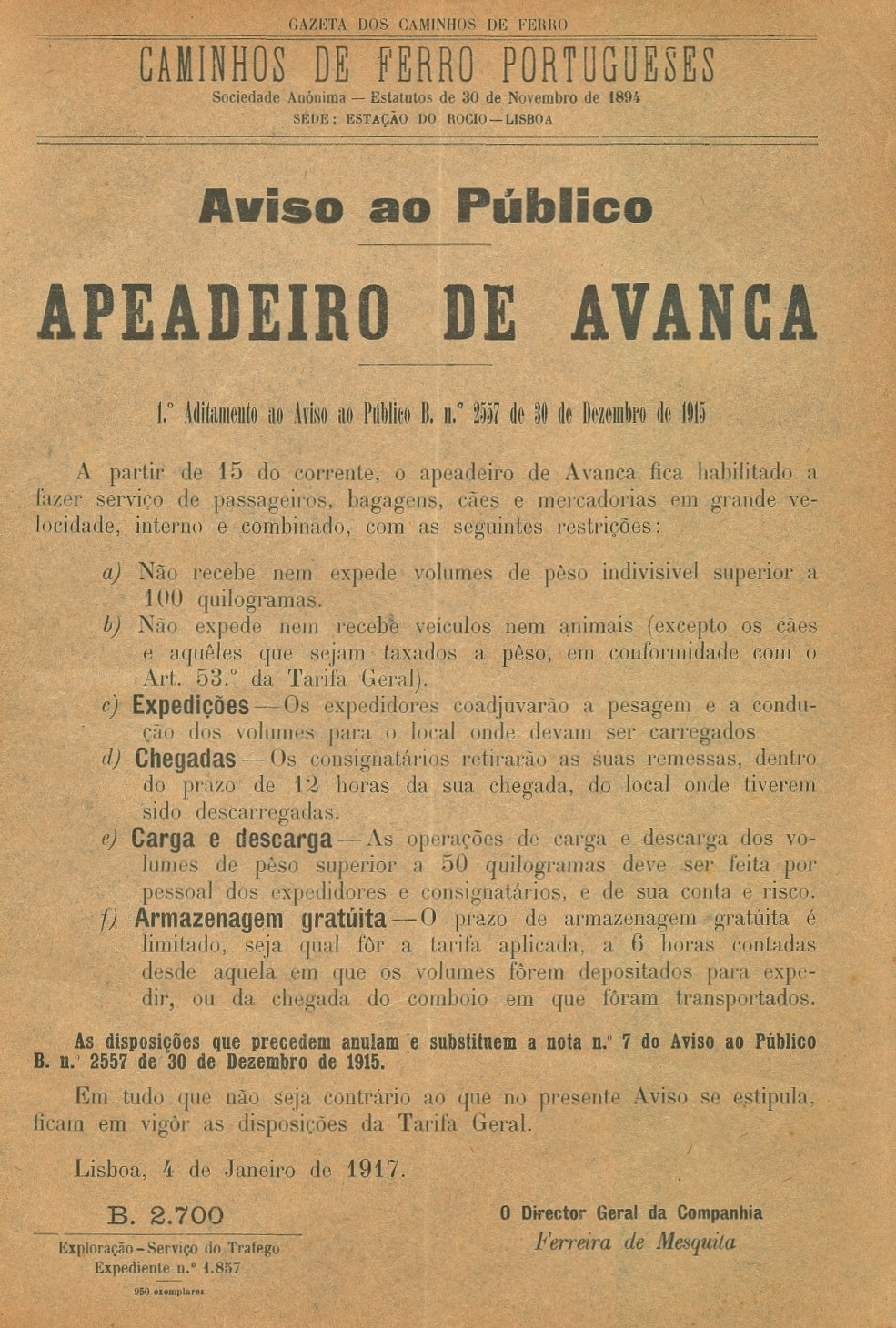
Anúncio de 1917 da C.P., alterando as condições de serviço no apeadeiro de Avanca.

Como apeadeiro numa linha de via dupla, esta interface apresenta-se nas duas vias de circulação (I e II) cada uma acessível por plataforma — ambas com de 220 m de comprimento e 90 cm de altura. O edifício de passageiros situa-se do lado nascente da via (lado direito do sentido ascendente, para Campanhã).

### Serviços
É servida pelos comboios urbanos da divisão do Porto da operadora Comboios de Portugal.

## História
Esta interface faz parte do lanço da Linha do Norte entre Vila Nova de Gaia e Estarreja, que entrou ao serviço em 8 de Julho de 1863.

Em 15 de Janeiro de 1917, esta interface foi habilitada a fazer serviços de passageiros, bagagens, cães e mercadorias, no regime de grande velocidade; tinha então categoria de apeadeiro, tendo posteriormente sido promovida à categoria de de estação: Em 1988 tinha ainda categoria de estação, tendo sido despromovida à categoria de apeadeiro antes de 2005.

## Leitura recomendada
- FERREIRA, Delfim Bismarck; CORREIA, Telma (2010). Avanca e os seus autarcas até à implantação da república (1836-1910). Avanca: Junta de Freguesia de Avanca. 203 páginas
- QUEIRÓS, Amílcar (1976). Os Primeiros Caminhos de Ferro de Portugal: As Linhas Férreas do Leste e do Norte. Coimbra: Coimbra Editora. 45 páginas